# Wilhelm Ohst
Friedrich Wilhelm Eitel Ohst (* 9. September 1896 in Berlin; † 1948 zum 8. Mai 1945 für tot erklärt) war ein deutscher SA-Führer.

## Leben und Wirken

### Herkunft, Erster Weltkrieg und Nachkriegszeit
Ohst war ein Sohn des Oberbahnhofvorstehers Wilhelm Ohst und seiner Frau Helene, geb. Ahlers. Von 1906 bis 1914 besuchte er ein Gymnasium in Brilon. 
Zum 1. August 1914, unmittelbar nach Beginn des Ersten Weltkriegs, trat Ohst als Kriegsfreiwilliger in die Preußische Armee ein, mit der er bis 1918 an der Westfront eingesetzt wurde.
Am 6. März 1915 wurde Ohst zum Leutnant der Reserve befördert. Anschließend war er zweieinhalb Jahre Kompanieführer und zum Schluss des Krieges Abteilungsführer des 3. Bataillons So eine Dienstbezeichnung gibt es bei der Infanterie nicht. Vielleicht ist Adjutanr des 3. Bataillons gemeint des Infanterieregiments 25. Im Krieg wurde Ohst mehrmals verwundet (Oberschenkel- und Beinschuss sowie Gasvergiftung), so dass er nach dem Krieg als 70 % kriegsbeschädigt galt. Außerdem wurde er mit dem Eisernen Kreuz beider Klassen sowie mit dem Ritterkreuz des Hohenzollernschen Hausordens ausgezeichnet.
Nach Kriegsende beteiligte sich Ohst mit dem freiwilligen Landesjägerkorps an den Kämpfen zwischen den Anhängern der Novemberrevolution und den Mitgliedern von Freikorps. Anschließend ging er mit der 2. Kompanie des Jägerkorps ins Baltikum, wo er bis zur Auflösung der Baltikumsarmee verblieb. Nach seiner Rückkehr ins Reichsgebiet trat er in das Reichswehrregiment 62 in Düsseldorf ein, mit dem er sich an der Bekämpfung des Ruhraufstands beteiligte.
Nach der Ruhrbesetzung ab Anfang 1923 bekämpfte Ohst zusammen mit radikalen Nationalisten die französischen Besatzungstruppen und wirkte unter anderem an der Sprengung von Brücken mit. Zu dieser Zeit kam er zudem in Kontakt mit Franz Pfeffer von Salomon. Infolgedessen wurde Ohst von einem französischen Kriegsgericht in Abwesenheit zum Tode verurteilt. Bald danach wurde er in Neuss von belgischen Truppen verhaftet, konnte aber vor einer möglichen Auslieferung an die Franzosen aus der Haft entkommen.

### Weiteres Leben in der Weimarer Republik (1924 bis 1933)
Nach dem Ende des Ruhrkampfes gehörte Ohst bis Ende 1925 der Schwarzen Reichswehr im Verband des Wehrkreiskommandos VI in Münster an. Zu dieser Zeit erkrankte er an einer schwelenden Lungenentzündung, die zu einer schweren Lungentuberkulose führte. Infolgedessen verbrachte er die Jahre 1926 bis 1930 in Krankenhäusern und Lungensanatorien.
In den 1920er und frühen 1930er Jahren arbeitete Ohst als staatlicher Lotterieeinnehmer in Berlin, wo er in der Berliner Straße 33b und später im Weidenweg 79 wohnte.
Ohst war bereits zum 15. Dezember 1925 der NSDAP beigetreten, hatte die Partei aber zum 18. Januar 1927 verlassen. Zum 1. April 1932 schloss er sich der Partei erneut an (Mitgliedsnummer 1.067.972). Spätestens seit 1931 war er Mitglied der SA. Im September 1931 beteiligte er sich an der Durchführung der antisemitischen Kurfürstendamm-Krawalle. Ende 1931 wurde er zum SA-Führer zur besonderen Verwendung im Sturmbann 1/5 ernannt. 
Im März 1932 erhielt Ohst die Stellung eines SA-Führers z. b. V. (zur besonderen Verwendung) in der SA-Untergruppe Berlin-Ost.
Im Juli 1932 wurde Ohst als Sturmbannführer kurzzeitig Stabsführer bei der SA-Untergruppe Magdeburg-Anhalt in Dessau.
Von Oktober 1932 bis zum Sommer 1934 wurde Ohst Sturmbannführer z. b. V. im Gruppenstab der SA-Gruppe Berlin-Brandenburg, zunächst unter Wolf-Heinrich von Helldorff, dann unter Karl Ernst, und erledigte in dieser Zeit verschiedene Sonderaufgaben.

### Tätigkeit in der Anfangsphase des NS-Regimes (1933 bis 1934)
Im Februar 1933 wurde Ohst, damals im Rang eines SA-Sturmbannführers stehend, von Hermann Göring als Verbindungsmann der SA zur Polizei im Berliner Polizeipräsidium installiert.
Bald danach setzte Göring Ohst anlässlich des Verbotes des Berliner Tageblatts am 21. März 1933 als Kommissar der Reichsregierung zur Gleichschaltung des Mosse-Verlag ein: In dieser Position war er dafür zuständig, diesen traditionell liberalen Verlag auf nationalsozialistische Linie zu bringen. Insbesondere hatte er die Redaktion und selbst die Rotationsdruckmaschinen des Verlages zu beaufsichtigen, um zu gewährleisten, dass die Tageszeitungen und Auslandszeitungen des Mosse-Verlages inhaltlich im Einklang mit den Vorgaben der neuen Machthaber standen. Im Rahmen der von Ohst vollzogenen "Säuberung" der Redaktion entließ er u. a. 118 jüdische Verlagsmitarbeiter.
Parallel unternahm Ohst im Auftrage von Goebbels zu dieser Zeit mehrere Reisen ins Ausland: So versuchte er während eines Besuches in Lugano, den geflohenen ehemaligen Chefredakteur des Berliner Tageblatts Theodor Wolff davon zu überzeugen, nach Deutschland zurückzukehren und die Chefredaktion der Zeitung wieder zu übernehmen. Ein ähnliches Angebot unterbreitete er Hans Lachmann-Mosse. Der damals 13-jährige George L. Mosse beschrieb später Ohst folgendermaßen:
„Ohst war ein Schlagetot, wie so viele SA-Männer der ersten Stunde, und wurde denn auch 1934 unter dem Vorwurf, Wirtshausschlägereien angezettelt, einen losen Lebenswandel geführt und einen Mord begangen zu haben aus der NSDAP ausgeschlossen.“ („Ohst was a thug, like so many early members of the SA, and in 1934 he would be expelled from the party for starting barroom brawls, for loose living, and for murder.”)
Am 24. März 1933 verhaftete Ohst im Auftrag des neuernannten SA-Gruppenführers von Berlin-Brandenburg Karl Ernst zusammen mit den SA-Leuten Rudolf Steinle und Kurt Egger den Hellseher Erik Jan Hanussen in seiner Wohnung in der Lietzenburger Straße. Ohst und die beiden SA-Männer gelten auch als die wahrscheinlichen Mörder Hanussens. Ohst beschuldigte bereits 1934 seine Kumpanen des Mordes, erklärte aber sein Verständnis für die Tat: „Nach meiner Ansicht ist Hanussen einer der größten Verbrecher.“
Am 27. Januar 1934 wurde Ohst selbst verhaftet. Ihm wurde vorgeworfen, die SA-Uniform und den Namen des SA-Gruppenführers Ernst zu geschäftlichen Zwecken missbraucht zu haben. Weiter wurde ihm vorgehalten, als Lotterieeinnehmer mit Geldern in unverantwortlicher Weise gewirtschaftet zu haben und sich bei der Übernahme von Mosse persönliche Vorteile verschafft zu haben. Ohst verteidigte sich mit dem Hinweis, „dass ich von den staatlichen Lotteriegeldern die fehlten keinen Pfennig für mich persönlich verwandt habe, dass ich sie in der schweren Zeit der Partei und SA für sie verwendet habe.“ Ferner brachte er vor, dass Göring ihn für seine Arbeit im Zusammenhang mit der Übernahme des Hauses Mosse, bei der er 138 Juden entlassen haben will, erklärt habe: „Lieber Ohst, für Sie bin ich nicht mehr Ministerpräsident, für Sie bin ich nur Kamerad.“ Er wurde schließlich als unschuldig und unbelastet entlassen.

### Ausscheiden aus der SA und weiteres Leben im NS-Staat (1934 bis 1945)
Im Zusammenhang mit der Röhm-Affäre vom Sommer 1934 wurde Ohst abermals verhaftet. Nach sechswöchiger „Ehrenhaft“ im KZ Columbia-Haus erfolgte seine Freilassung am 18. August 1934.
Kurz nach seiner Freilassung wurde ein SA-Sondergerichtsverfahren gegen Ohst aufgrund seiner Beziehungen zu dem in der Röhm-Affäre exekutierten Berliner SA-Chef Ernst eingeleitet. Ihm wurden u. a. seine Mitwirkung an der Ermordung Hanussens im Auftrag Ernsts sowie die Teilnahme an Zechgelagen und der Unterschlagung staatlicher Lotteriegelder vorgeworfen. Das Sondergericht beantragte bei der Obersten SA-Führung am 29. September 1934 die Entlassung Ohsts aus der SA, die durch die OSAF genehmigt und durch das Sondergericht am 23. Oktober 1934 vollzogen wurde, unter Aberkennung seines Dienstgrades und seiner Dienststellung.
Kurz darauf wurde er unter neuen Vorwürfen beschuldigt, Kontakte zu Herren der französischen Botschaft unterhalten zu haben. In einem SA-Ehrengerichtsverfahren wurde er am 27. September 1934 aus der SA ausgeschlossen, mit der Begründung, dass es „für jeden SA-Mann und SA-Führer einen Schlag ins Gesicht bedeuten [würde], da seine Persönlichkeit und seine Taten nicht mit dem Geist der SA in Einklang zu bringen sind.“
Seit 1935 amtierte Ohst als Geschäftsführer des Verbandes Deutscher Händler und als Herausgeber der deutschen Kohlenzeitung. Der Verlag Deutsche Kohlenzeitung ging im Herbst 1938 – nun als Deutsche Kohlenzeitung Verlag Wilhelm Ohst ins Handelsregister eingetragen – in seinen Besitz über.

### Verbleib nach dem Zweiten Weltkrieg
Ohsts letztes gesichertes Lebenszeichen ist ein Brief vom März 1944, in dem er dem Amtsgericht Charlottenburg mitteilt, dass die Verlagsräume der Kohlenzeitung bei einem Luftangriff schwer beschädigt worden seien. Im November 1944 wurde er seiner Frau zufolge zum Volkssturm eingezogen.
Sein Verbleib nach Kriegsende ist unklar: Der Deutschen Kriegsgräberfürsorge zufolge gilt Ohst seit dem Zweiten Weltkrieg als vermisst bzw. verschollen. Er wurde durch Entscheidung des Amtsgerichts Charlottenburg vom 9. September 1948 für tot erklärt, wobei formal der 8. Mai 1945 als Todeszeitpunkt festgelegt wurde. Nach dem Krieg erklärte seine Frau, ein Bekannter habe ihn zuletzt am 2. Mai 1945 in Berlin gesehen. Er soll in den letzten Kriegstagen von Kommunisten erschossen worden sein.
Als die Staatsanwaltschaft Berlin ihn in den 1960er Jahren in Zusammenhang mit dem Mord an Hanussen ausfindig zu machen versuchte, erwies er sich als unauffindbar. Die Ermittler äußerten in einem internen Vermerk allerdings die Vermutung, dass der Mann, mit dem Ohsts Frau zu dieser Zeit zusammenlebte, niemand anderes als Ohst selbst sei, der sich nach dem Krieg eine neue Identität zugelegt habe. Ohst habe, so die Annahme, sich selbst in den Nachkriegsjahren offiziell als im Krieg verschollen melden lassen, um unter neuem Namen untertauchen und so politischen wie juristischen Verfolgungen entgehen zu können und gegebenenfalls sich und seiner Frau Hinterbliebenenversorgung zu beschaffen.

## Archivalien
Im Bundesarchiv haben sich diverse Unterlagen zu Ohst erhalten: Namentlich befinden sich im Bestand des ehemaligen Berlin Document Center eine SA-Personalakte, eine Akte mit Parteikorrespondenz und eine SA-Gerichtsakte (SA-P-Mikrofilm D 98, Bilder 1765–2020) zu Ohst.